# Kapuzenkatar
Der Kapuzenkatar (englisch Hooded Katar) ist ein Dolch aus Indien, dessen Besonderheit der kaputzenförmige Handschutz ist. Er ist eine Übergangsform zwischen der Grundform des Katar und dem Pata.

## Beschreibung
Der Kapuzenkatar hat eine zweischneidige, keilförmige, starke Klinge. Die Klinge hat in der Regel mehrfache Hohlschliffe, aber es gibt auch Versionen mit einem Mittelgrat. Das Heft besteht aus Metall und ist mit zwei, quer zur Klinge liegenden Griffen ausgestattet. Als Parier und Handschutz dient eine Metallplatte (Kapuze) die so angebracht ist, dass sie Finger und Hand des Benutzers schützt. Klinge und Handschutz sind oft reich verziert. Der Kapuzenkatar ist eine weiterentwickelte Version des Katar. Er ist eine Entwicklungsstufe vom Katar zum Pata, bei dem die gesamte Hand bis fast zum Ellenbogen geschützt ist. Der Kapuzenkatar wurde von den Kriegerkasten in Indien benutzt.
Die Besonderheit des Kapuzenkatar ist der kapuzenförmige Handschutz. Nachfolgend zum Vergleich einige Varianten:

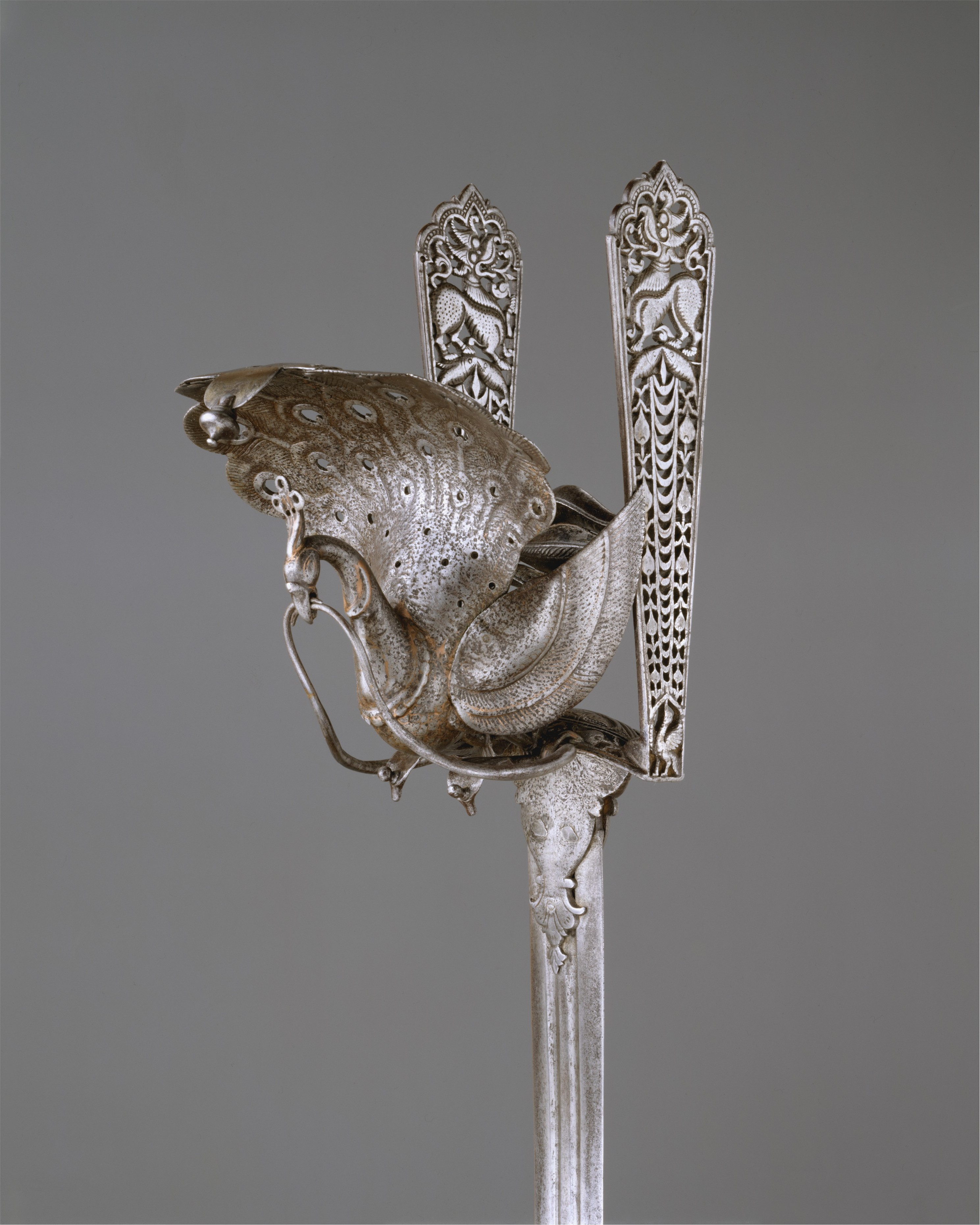
Kaputzenkatar MET Inventar-Nr. 36.25.1009
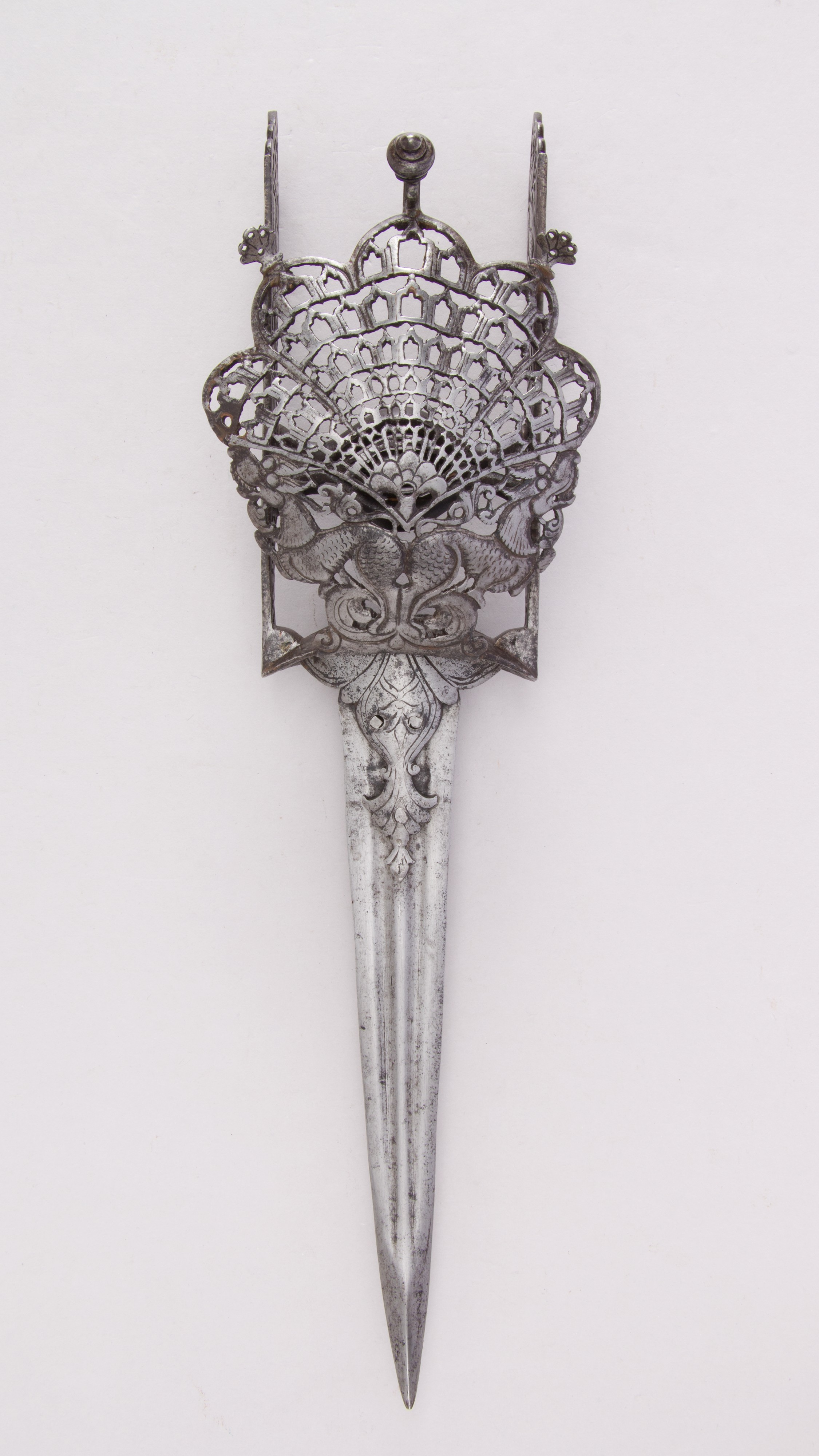
Kaputzenkatar MET Inventar-Nr. 36.25.1018
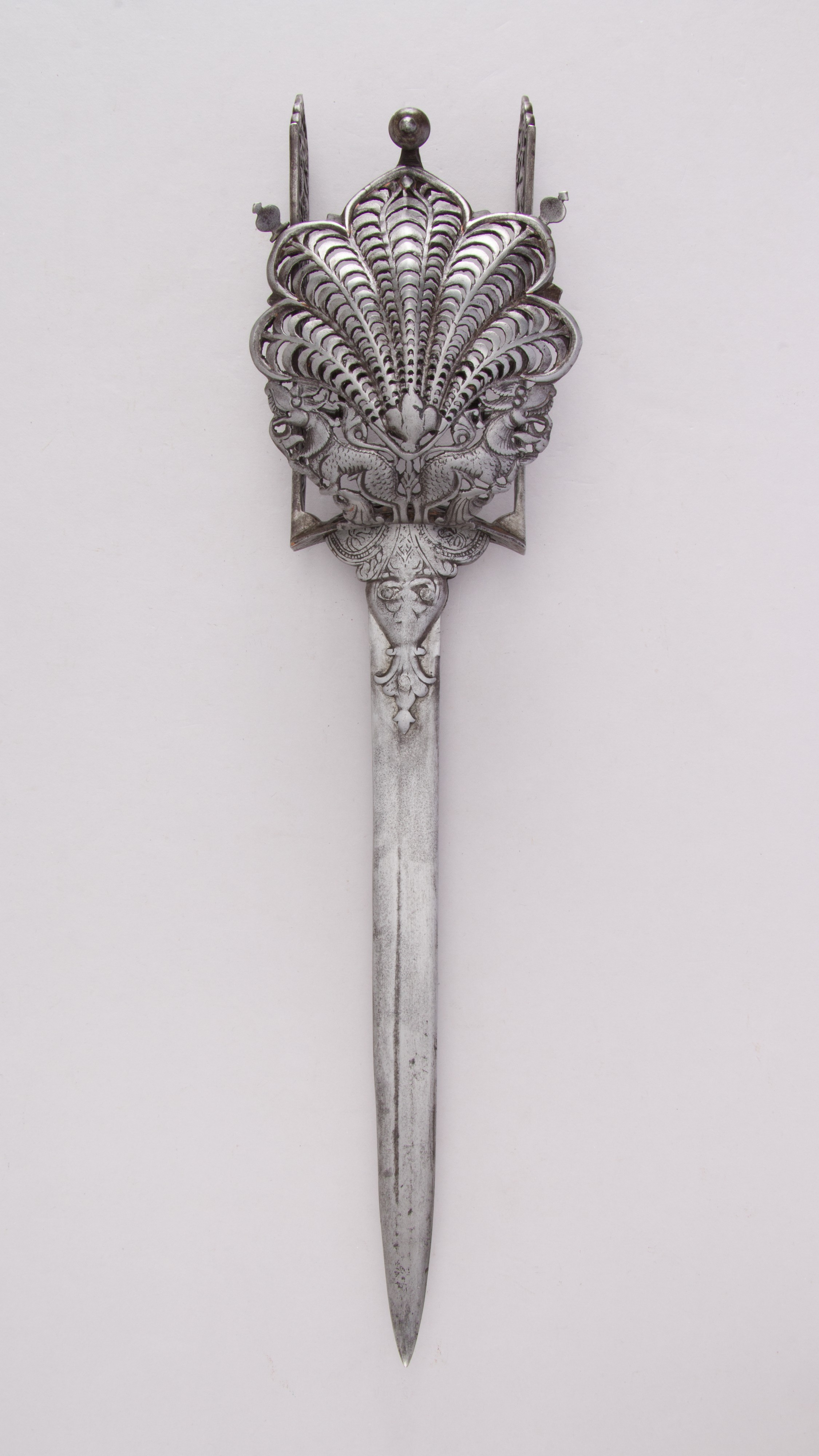
Kaputzenkatar MET Inventar-Nr. 36.25.1010
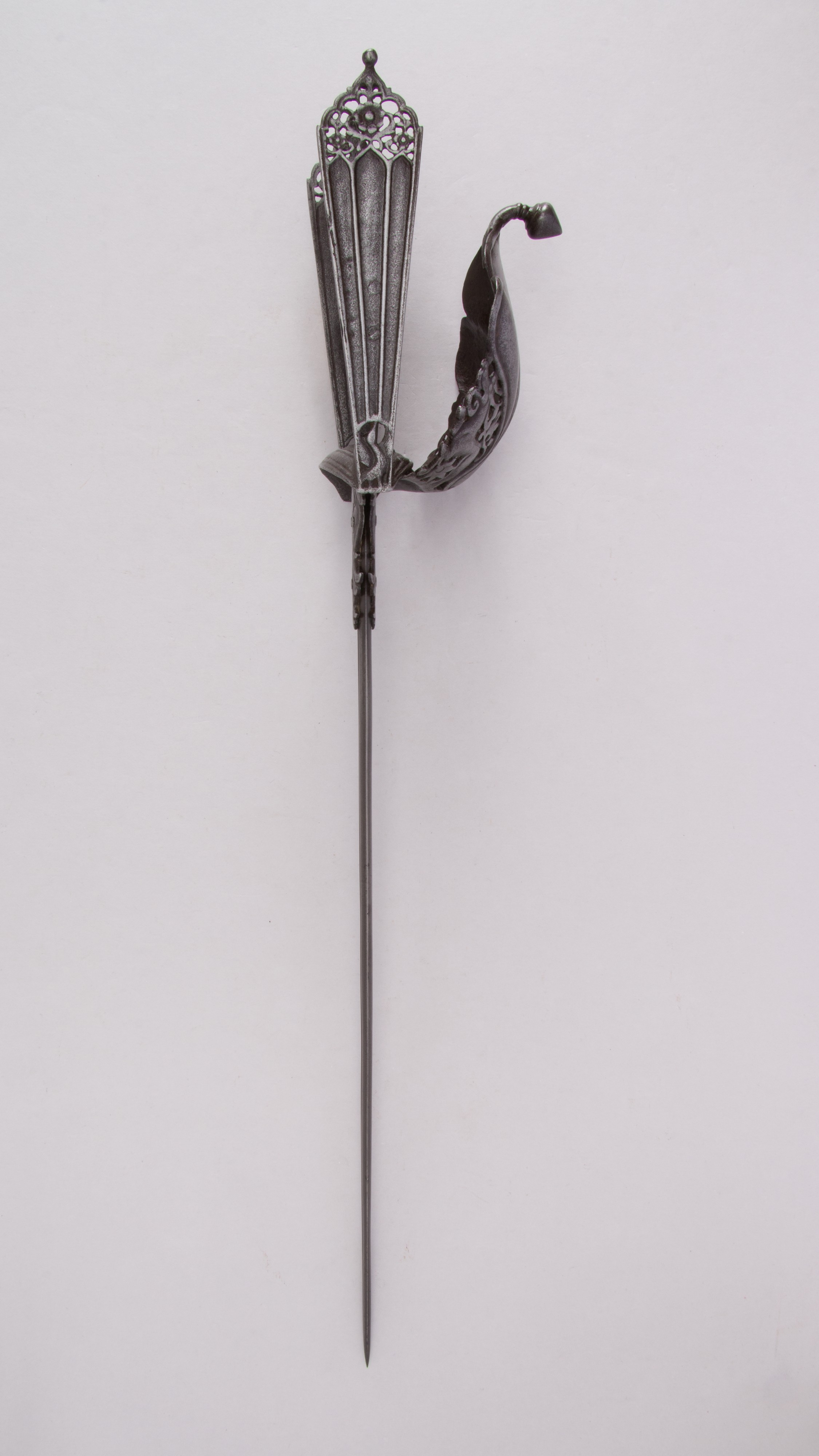
Kaputzenkatar MET Inventar-Nr. 36.25.1012

## Varianten und Benennungen
Neben der einfachen Grundform des Katars wurden etliche Varianten entwickelt. Tamilische Worte wie kaṭṭāri (கட்டாரி) oder kuttuvāḷ (குத்துவாள்) bedeuten in etwa Stoßklinge und werden als Ursprung des Namens Kattar angenommen. Die Benennungen gehen teilweise auf sanskritbasierte Namen zurück, die bei der Erfassung von Museumsbeständen in jeweilige Landessprachen übersetzt wurden. Im englischsprachigen Raum sind beschreibende Benennungen üblich, auf deren Basis in andere Landessprachen übersetzt wurde. Eine Übersicht bekannter Varianten findet sich in der Liste von Typen des Katar.

## Rezeption
Kaputzenkatare sind relativ bekannt sowie in der Literatur und in etlichen Museen zu finden, wobei das Metropolitan Museum of Art, das Nationalmuseum Neu-Delhi und Royal Armouries umfangreichere Bestände haben. Auch anderen Sammlungen und im Handel sind diese Stücke gelegentlich anzutreffen. In der Fernsehserie „Forged in Fire“,  Tournament, Round 2 (Indian Hooded Katar) (2018), wurde den Teilnehmern die Aufgabe gestellt je einen Kapuzenkatar zu schmieden. Das Preisgeld betrug 50.000 Dollar.